# Маунтен-Лейкс (Нью-Джерсі)
Маунтен-Лейкс (англ. Mountain Lakes) — місто (англ. borough) в США, в окрузі Морріс штату Нью-Джерсі. Населення — 4472 особи (2020).

## Географія
Маунтен-Лейкс розташований за координатами 40°53′29″ пн. ш. 74°26′28″ зх. д. / 40.89139° пн. ш. 74.44111° зх. д. (40.891374, -74.441114).  За даними Бюро перепису населення США в 2010 році місто мало площу 7,47 км², з яких 6,77 км² — суходіл та 0,70 км² — водойми.

## Демографія
Згідно з переписом 2010 року, у селищі мешкало 4160 осіб у 1313 домогосподарствах у складі 1144 родин. Було 1363 помешкання
Расовий склад населення:
| - 89,6 % — білих - 7,6 % — азіатів - 0,4 % — чорних або афроамериканців - 0,1 % — корінних американців |

До двох чи більше рас належало 2,0 %. Частка іспаномовних становила 2,5 % від усіх жителів.
За віковим діапазоном населення розподілялося таким чином: 34,9 % — особи молодші 18 років, 55,0 % — особи у віці 18—64 років, 10,1 % — особи у віці 65 років та старші. Медіана віку мешканця становила 41,8 року. На 100 осіб жіночої статі у селищі припадало 99,9 чоловіків;  на 100 жінок у віці від 18 років та старших — 93,5 чоловіків також старших 18 років.
Середній дохід на одне домашнє господарство  становив 266 373 долари США (медіана — 164 432), а середній дохід на одну сім'ю — 285 223 долари (медіана — 195 833). Медіана доходів становила 190 500 доларів для чоловіків та 83 750 доларів для жінок. За межею бідності перебувало 3,2 % осіб, у тому числі 4,2 % дітей у віці до 18 років та 1,6 % осіб у віці 65 років та старших.
Цивільне працевлаштоване населення становило 1857 осіб. Основні галузі зайнятості: освіта, охорона здоров'я та соціальна допомога — 21,3 %, науковці, спеціалісти, менеджери — 20,4 %, фінанси, страхування та нерухомість — 17,4 %.